# Belga (munteenheid)
De belga was tussen 1926 en 1944 een munteenheid in België.
De bedoeling was om de Belgische munt te onderscheiden van de Franse frank. België had namelijk in 1925 de Latijnse muntunie verlaten, omdat de Franse frank heel instabiel was. Eén belga was gelijk aan vijf Belgische frank (BEF). De frank verdween echter niet, omdat de munten en biljetten altijd zowel de waarde in belga als in frank vermeldden.
De waarde van de belga was ook gelijk aan vijf Luxemburgse frank. Dit conform het verdrag van 1921 waarmee de Belgisch-Luxemburgse Economische Unie werd opgericht. In 1935 devalueerde de Belgische frank met 25%, waarna de belga evenveel waard werd als vier Luxemburgse franken.
Na de Tweede Wereldoorlog (in het grootste deel van België al in 1944) verdween de belga en werd weer alleen de Belgische frank gebruikt. Deze werd in waarde gelijkgesteld aan één Luxemburgse frank.